# Баба Амте
Баба Амте (дословно Отец Амте), настоящие имя и фамилия — Мурлидхар Девидас Амте (хинди बाबा आमटे англ. Baba Amte; 26 декабря 1914, Хингангхат (ныне штат Махараштра) — 9 февраля 2008, Варора) — индийский социальный деятель, активист, борец за права человека, основатель ряда лепрозориев в Индии.

## Биография
Родился в богатой семье брамина. В молодости вёл светскую жизнь, охотился на диких животных, занимался спортом, ездил на роскошных автомобилях. Изучал право, в 1934 году основал успешную юридическую фирму. Присоединился к движению за освобождение Индии от британского правления и начал выступать в качестве защитника лидеров движения. Зная о классовом неравенстве в Индии с детства, в 1944 году оставил адвокатскую практику, и стал работать с обездоленными, в первую очередь, страдающими проказой.
При содействии правительства получил достаточное количество земли в джунглях, и с помощью пожертвований друзей и знакомых основал первое поселение-лепрозорий Ананд Ван. Ананд Ван — не просто больница для прокажённых. Здесь больные лечатся не только от болезни тела, но в равной степени от социальной стигматизации, страшной болезни души, которая столь часто её сопровождает — чувство одиночества, которое является результатом общественного изгнания.
Среди личностей, которые вдохновляли его в жизни, были английский писатель Джон Рёскин, русский анархист Пётр Кропоткин, поэт Рабиндранат Тагор и духовный лидер Махатма Ганди.
Умер от рака.

## Награды
- Падма Шри (1971)
- Премия Джамналала Баджаджа (1979)
- Премия Рамона Магсайсая (1985)
- Премия имени Индиры Ганди (1985)
- Падма Вибхушан (1986)
- Премия Организации Объединенных Наций в области прав человека (1988)
- Международная премия доктора Амбедкара (1999),
- Премия мира Ганди
- Темплтоновская премия за успехи в исследовании или открытия в духовной жизни (1990, 1999).
- Доктор литературы Института социальных наук Тата (Мумбаи)
- Доктор литературы Университета Раштрасанта Тукадоджи Махараджа Нагпура
- Доктор литературы Университета Савитрибай Пхуле в Пуне
- Доктор Университета Висва-Бхарати и др.